# Payot (librairie)
Pour les articles homonymes, voir Payot.
La société Payot ou Payot Libraire est une chaîne suisse de librairies qui compte quatorze magasins en Suisse romande.
L'entreprise est issue de la séparation des activités de librairie et d'édition de l'ancienne maison Payot, l'activité d'édition de Payot étant regroupée avec les éditions Rivages dans le cadre de Payot & Rivages, elles-mêmes rachetées par le groupe Actes Sud en janvier 2013.

## Histoire

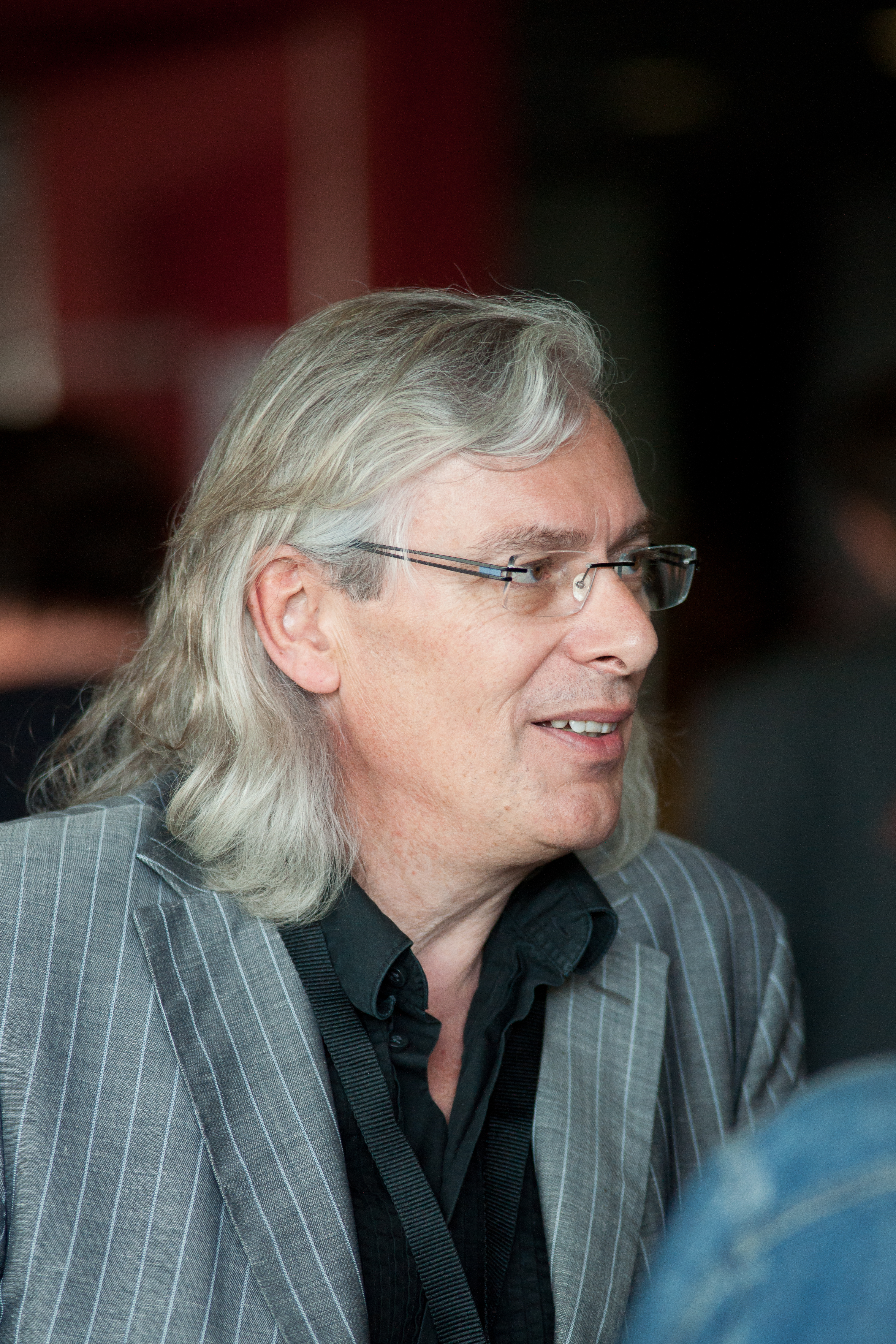
Pascal Vandenberghe, directeur de 2004 à 2024.

La société, légalement désignée comme Payot SA, du nom de son propriétaire Fritz Payot, a son siège à Lausanne, ville d'origine de l'entreprise Payot depuis 1875.
En 1986, la quatrième génération de la famille Payot à la tête de l'entreprise la vend au groupe Edipresse. En 1993, Edipresse vend ses parts à Hachette Distribution Services, filiale du Groupe Lagardère, qui devient propriétaire de 100 % de Payot SA,.
En plus des librairies, Payot SA gère une franchise Nature et Découvertes en Suisse, depuis son implantation dans le pays en 2009.
En 2014, le directeur des librairies Payot, Pascal Vandenberghe, rachète 75 % des parts au Groupe Lagardère. L'achat est rétroactif au 1er janvier 2014. En 2014, Payot est détenu à 75 % par Kairos holding SA (holding suisse détenue à 100% par Pascal Vandenberghe), à 20 % par Mercator (holding française présidée par le fondateur de Nature & Découvertes, François Lemarchand) et à 5 % par Jean-Marc Probst. Les librairies Payot redeviennent ainsi une société  indépendante suisse (à 80 %).

## Magasins
La première librairie fut située à la rue de Bourg 1 à Lausanne. En 1913, un nouveau bâtiment fut construit au même endroit par l'architecte Alphonse Laverrière. En mai 1996, la libraire déménage à la place Pépinet 4, dans des locaux situés sur deux étages.
L'enseigne exploite douze autres libraires en Suisse romande. À Vevey, à Montreux, à Morges, à Nyon, à Yverdon-les-Bains, à Sion, à Sierre, à Neuchâtel, à La Chaux-de-Fonds, deux à Genève, dont une ouverte le dimanche à la gare Cornavin et à Fribourg,. La librairie de Lausanne et une des librairies de Genève (Rue de la Confédération) proposent chacune 100 000 titres. Une librairie en Suisse alémanique, à Bern, a aussi brièvement ouvert ses portes en 2022 avant que cette filiale ne soit reprise par Orell Füssli en août 2024
Payot SA possède également deux points de vente Nature & Découvertes (Lausanne et Genève), dont Genève qui est intégré dans la librairie Payot. Payot SA a également ouvert le 1er décembre 2016 une galerie YellowKorner à Lausanne, intégrée dans la librairie de Lausanne qui a fermé ses portes.
Par le passé, Payot possédait aussi des librairies à Bâle, et à Zurich, visant la clientèle francophone de ces villes, mais elles furent fermées en 2009 après des dizaines d'années d'activités. En France, l'enseigne a aussi été présente sur cinq sites. Elle a exploité des magasins à Paris-Gare de Lyon, Paris-Gare Montparnasse, Gare de Paris-Est, à l'Aéroport de Nice-Côte d'Azur et à l'Aéroport Lyon-Saint-Exupéry